# Манастир Успења Пресвете Богородице (Ђаковица)
Манастир Успењa Пресвете Богородице у Ђаковици је женски манастир, односно метох манастира Високи Дечани, епархије рашко-призренске Српске православне цркве.
Старешина манастира у периоду од 2011. до 2023. године била је игуманија Теоктиста (Кастратовић).
Налази се у дворишту Српске улице бр. 6. У порти је зграда црквеног конака која представља леп пример старе градске приземне куће 19. века. Међу иконама се својом уметничком вредношћу издваја окована икона Успења Богородице из 17. века.
Манастир је oснован на месту где се раније налазила црква Успења Пресвете Богородице из 16. века. Била је метох манастира Високи Дечани, а сматра се да је њен ктитор српски краљ Стефан Дечански. Црква је мала приземна, правоугаоног облика, док њени конаци представљају архитектонски примерак приземне куће из 19. века. У манастирској ризници се налазила збирка богослужбених књига и црквених предмета из 18. и 19. века, а претпоставља се да велико звоно са грчким натписом које се чува у ризници Дечана потиче из овог манастира. Црква је уништена у 2004. године у нападима Албанаца.
Храм Успења Пресвете Богородице до темеља је спаљен у Mартовском погрому 2004. године, када су старице у последњем трену евакуисане и пребачене у манастир Високи Дечани. У процесу обнове порушених српских светиња храм, конак за сестре и оградни зид су поново саграђени до 2010. године.